# Cacciucco
Il cacciucco è un piatto a base di pesce, propriamente tipico della cucina livornese e viareggina.
Pellegrino Artusi nel celebre La scienza in cucina e l'arte di mangiar bene del 1891 descrive le due varianti livornese e viareggina nelle ricette 455 (Cacciucco I) e 456 (Cacciucco II) . Riguardo alla prima, Artusi annota che "buono quanto si voglia, è sempre un cibo assai grave e bisogna guardarsi dal farne una scorpacciata", mentre scrive della seconda: "imparato a Viareggio, è assai meno gustoso dell'antecedente, ma più leggero e più degeribile".
È una zuppa di pesce composta da diverse qualità di pesci, crostacei e molluschi, in genere polpi, seppie, cicale (canocchie/pannocchie), scorfani ed altre varietà di pesce cosiddetto "povero", messo a cucinare in tempi diversi, a seconda del diverso tempo di cottura richiesto dal tipo di pesce, in salsa di pomodoro e poi adagiato su fette di pane abbrustolito e agliato poste sul fondo del piatto.
La ricetta del cacciucco tradizionale prevedeva tredici specie ittiche. C'è da dire però che poi le specie utilizzate nella stragrande maggioranza delle testimonianze scritte si riducono a 6/7 tipologie ittiche, che possono variare in virtù del pescato del giorno. Non ci sono quindi regole precise sulla composizione ittica di questo piatto, ma piuttosto la scelta inequivocabile, per ottenere un buon risultato, di tutti quei pesci definiti "da zuppa". Una buona regola è quella di avere almeno una specie ittica in ciascuno dei seguenti gruppi di ingredienti:
- molluschi cefalopodi: polpo, seppia, calamari
- molluschi bivalvi: cozze
- pesci da zuppa: gallinella, scorfano rosso (cappone), tracina, pesce prete
- piccoli squali a tranci: palombo, nocciolo, gattuccio
- crostacei: cicale (canocchie/pannocchie), scampi
- code di rospo

Nella tradizione livornese, il cacciucco viene gustato con il vino rosso.
I pittori viareggini Lorenzo Viani e Cristoforo Mercati contribuirono alla fine degli anni '30 del Novecento alla diffusione presso il grande pubblico di questo piatto originariamente povero e popolare, che cominciò ad essere servito anche nei ristoranti di Viareggio, all'epoca località turistica molto di moda.

## Le origini

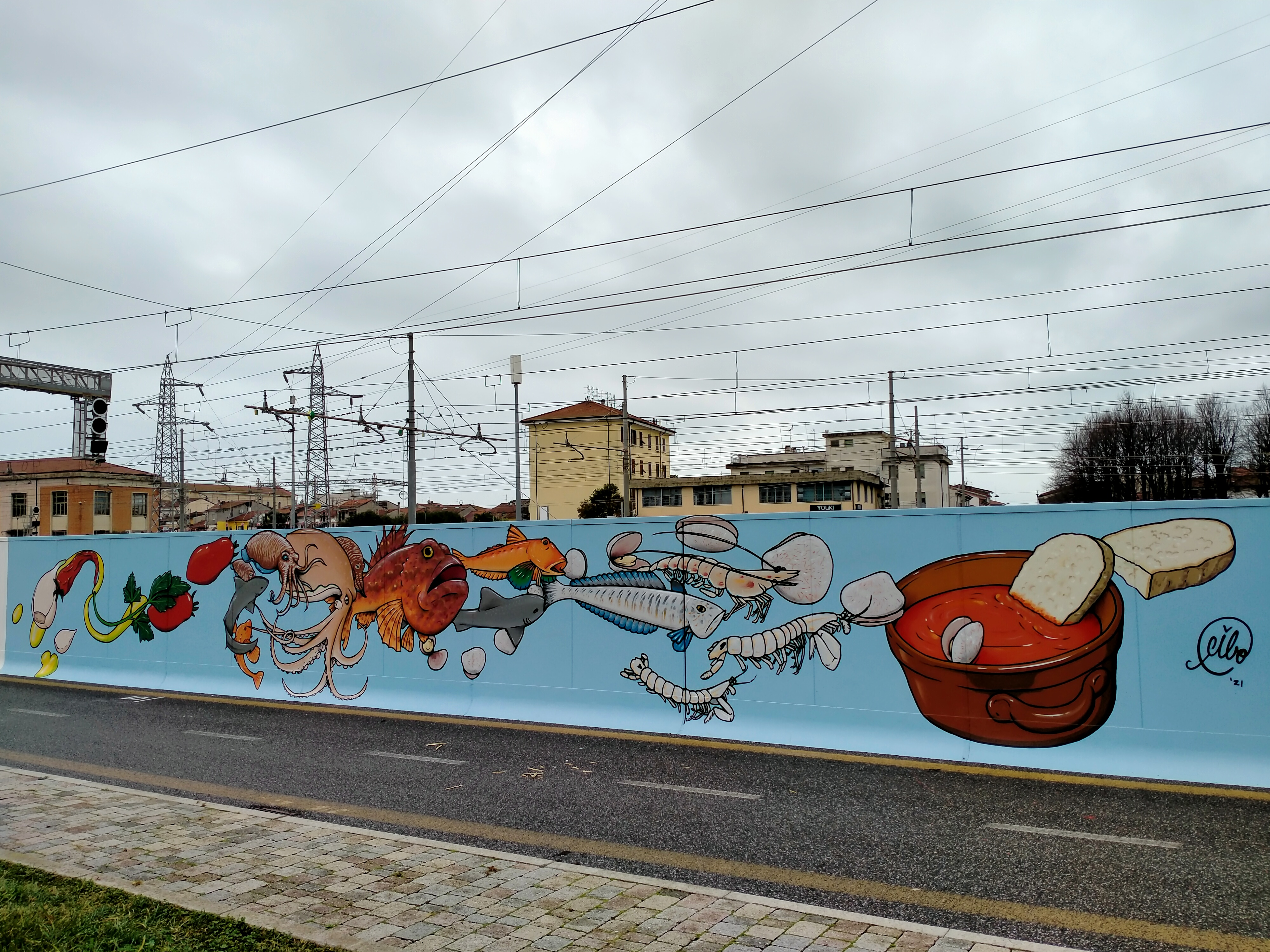
Murale raffigurante il cacciucco in via Ponchielli a Viareggio (Cibo, 2021)

Numerose sono le ipotesi e le versioni fantasiose relative alle origini del cacciucco. Alcune lo vogliono come una sorta di simbolo della generosità popolare, un piatto nato dalla raccolta dei pesci offerti dai pescatori alla famiglia di un loro compagno morto durante una tempesta. Un'altra leggenda lo vuole simbolo delle origini di Livorno e della sua popolazione composta da un amalgama di genti e di comunità diverse: ebraiche, armene, greche, levantine, tedesche, portoghesi, francesi, anglicane e olandesi. Il fondersi delle varie culture, religioni e tradizioni, anche gastronomiche, sarebbe quindi rappresentato dal cacciucco. Secondo lo storico livornese di origine siriana Paolo Zalum, il cacciucco sarebbe stato inventato da un guardiano del Fanale, il faro del porto, al quale un editto della Repubblica di Firenze proibiva di friggere il pesce (perché l'olio doveva essere usato per alimentare la luce del faro). Da qui l'invenzione del cacciucco, che di olio ne richiede poco.
L'ipotesi più verosimile, leggende a parte e dalle più importanti testimonianze scritte su testi di varia natura ed epoca, è quella di un piatto realizzato con gli avanzi della pesca rimasti invenduti.

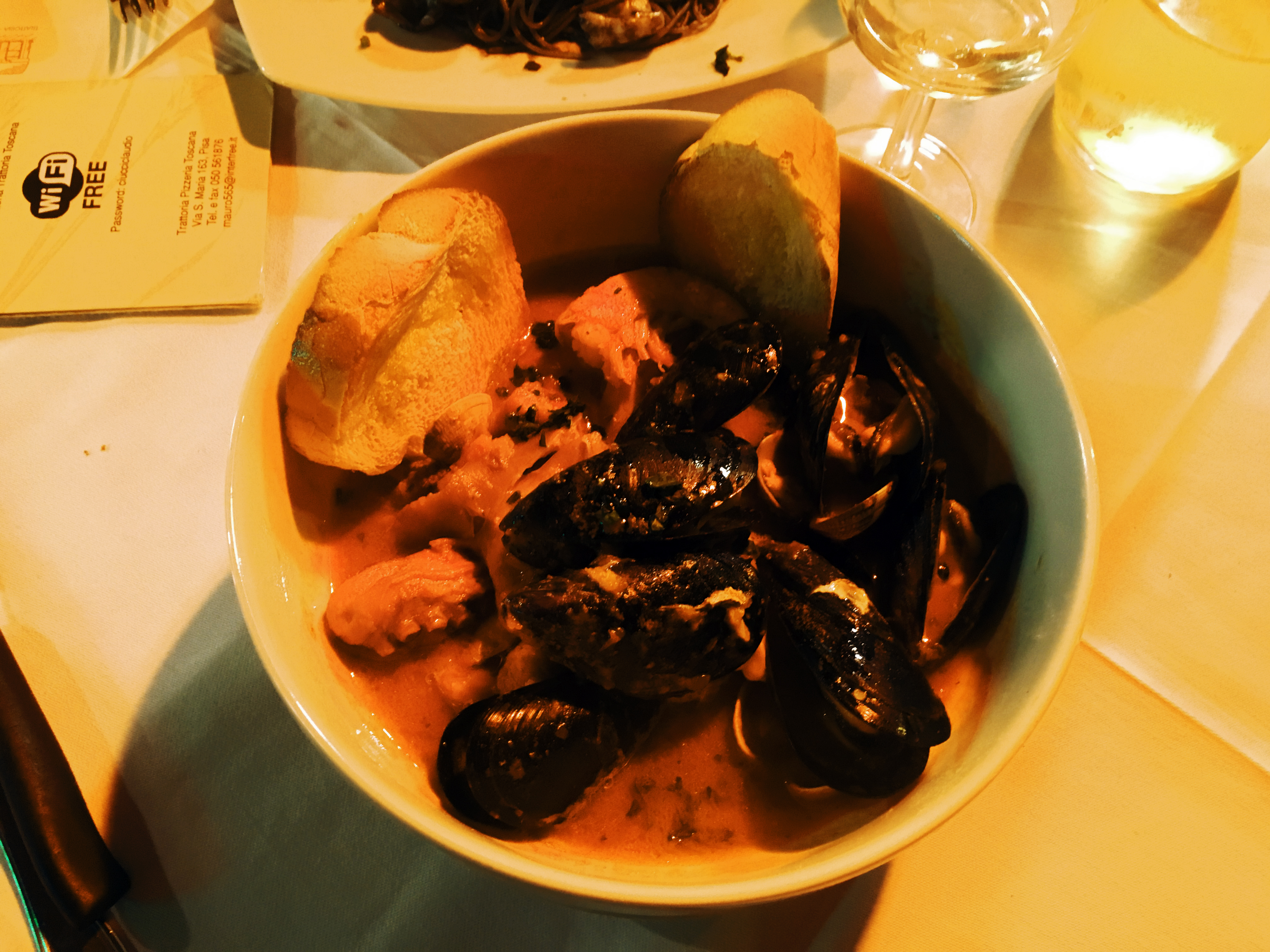
Cacciucco

## Etimologia
L'unica etimologia accettata dalla scienza linguistica è che il nome tragga le sue origini dal termine turco küçük, che significa 'di piccole dimensioni', in riferimento ai pezzetti piccoli che compongono la zuppa.
Secondo un'altra ipotesi, che pone problemi semantici, deriverebbe invece dallo spagnolo cachuco, il nome specifico di un pesce, simile al dentice, ma che viene usato anche per indicare il pesce in generale.
Una terza ipotesi deriva dal fatto che il "canh chua cá", un piatto tipico della cucina vietnamita, sia molto simile al caciucco sia dal punto di vista degli ingredienti, da quello della preparazione che dal punto di vista fonetico. Queste similitudini portano ad ipotizzare, viste le numerose visite di navigatori Europei in Vietnam, documentate fin dal 1600, una possibile influenza della tradizione culinaria vietnamita su quella livornese.

## Controversie
Sul nome "cacciucco" c'è stato un sollevamento popolare quando la Buitoni ha immesso sul mercato un cacciucco surgelato. Nonostante l'intervento del sindaco di Livorno Gianfranco Lamberti per cambiare il nome della confezione da "cacciucco" a "zuppa di pesce", il cacciucco surgelato è ancora in commercio, ma non riporta più la dicitura "alla livornese" (nome con cui è stato riconosciuto tra i prodotti agroalimentari tradizionali italiani).